# Barmouth
Barmouth (en galés: Abermaw o Y Bermo) es una ciudad balnearia de aproximadamente 2.500 habitantes al noroeste de Gales, la cual forma parte de la autoridad unitaria y del condado preservado de Gwynedd y del Parque nacional Snowdonia. Está ubicada delante de la bahía de Barmouth (un tramo de la bahía de Cardigan en el Mar de Irlanda) y a lo largo de la desembocadura del río Mawddach.

## Geografía
Barmouth se ubica a mitad de camino entre Harlech y Tywyn, 50 kilómetros al sur de Porthmadog, 70 kilómetros al norte de Aberystwyth y 15 kilómetros al oeste de Dolgellau.

## Historia
La existencia de la localidad está documentada desde el siglo XVI.

## Personajes ilustres
- Charlie Brooks, actriz (n. 1981)
- Herbert Tudor Buckland, arquitecto (1869-1951)
- Harold Lowe, oficial del Titanic (1882-1944)
- Tommy Nutter, estilista (1943-1992)
- Johnny Williams, boxeador (1926-2007)